# Castelsantangelo sul Nera
Castelsantangelo sul Nera (Castello in dialetto maceratese) è un comune italiano di 214 abitanti della provincia di Macerata nelle Marche. Nel suo territorio si trovano le sorgenti del fiume Nera e l'inizio della Valnerina.

## Storia
La zona è interessata da ritrovamenti preistorici probabilmente perché ricca di acque: difatti nei suoi pressi sono situate le sorgenti del fiume Nera e lo stabilimento di imbottigliamento che imbottiglia le acque minerali a marchio "Nerea". Il nome della cittadina e del suo protettore, San Michele Arcangelo, insieme a quelli di alcune località circostanti, inducono a pensare ad una possibile derivazione longobarda del sito, seppure non manchino ipotesi di una diversa attribuzione del nome in epoca successiva.
Si sa per certo che nel medioevo divenne un importante centro feudale e che, attraverso un sistema di vassallaggio, esercitava il suo controllo sul territorio circostante. L’ultimo dei feudatari che si avvicendarono nel castello fu “Tiboldo di Farolfo di Nocria”, della famiglia "Fiordilancia", che nel 1255 in cambio della carica di Podestà del Comune si trovò costretto a rinunciare alle sue proprietà e ai propri diritti feudali in favore di Visso, che nel frattempo a sua volta aveva intrapreso un lungo processo che si concluse con l’assunzione dello status di Comune. Da questo momento la storia di Castelsantangelo si lega a quella del comune di Visso: accettandone lo statuto, diventa il centro della “Guaita Montanea”, una delle unità amministrative in cui il libero comune era organizzato.
Celebre la guerra contro Norcia per accaparrarsi i terreni di Gualdo e del Pian Perduto, questa si concluse il 20 luglio 1522 in favore di Castelsantangelo, nonostante il rapporto di forze in campo fosse di dieci a uno in favore dei Nursini. Le gesta dello scontro sono narrate nel poema omonimo composto in rime dal Berettaccia, poeta-pastore di Castelsantangelo sul Nera, vissuto nel 1600: "La Battaglia del Pian Perduto”. Di quel periodo si conservano le mura e l'impianto urbanistico del XV secolo.
Rimase una frazione di Visso fino al 1913 quando, con una legge attuata poi solo nel 1920, Castelsantangelo divenne comune autonomo indipendente da Visso e nel 1970 assunse, per delibera comunale, il nome di Castelsantangelo sul Nera. Il centro abitato e le sue frazioni hanno subito ingenti danni venendo quasi completamente distrutti a seguito delle scosse di terremoto di magnitudo 5.4 e 5.9 del 26 ottobre e 6.5 del 30 ottobre 2016, il cui epicentro si collocava proprio nel comune di Castelsantangelo.

## Monumenti e luoghi d'interesse
Nel paese sono presenti quattro chiese: la chiesa di Santo Spirito, la chiesa di San Sebastiano, la chiesa di San Martino dei Gualdesi e la chiesa di Santo Stefano, dal portale romanico e con fonte battesimale in pietra del XIV-XV secolo . È interessante anche il monastero di San Liberatore.

## Società

### Evoluzione demografica
Abitanti censiti

## Amministrazione
| Periodo           | Periodo          | Primo cittadino          | Partito                        | Carica  | Note         |
| ----------------- | ---------------- | ------------------------ | ------------------------------ | ------- | ------------ |
| 2 giugno 1985     | 9 settembre 1989 | Piergiorgio Lorenzetti   | Democrazia Cristiana           | Sindaco | [ 9 ]        |
| 10 settembre 1989 | 18 maggio 1990   | Domenico Marzoli Capocci | Lista Civica                   | Sindaco | [ 9 ]        |
| 19 maggio 1990    | 23 aprile 1995   | Mauro Falcucci           | Democrazia Cristiana           | Sindaco | [ 9 ]        |
| 24 aprile 1995    | 13 giugno 1999   | Mauro Falcucci           | Lista civica                   | Sindaco | [ 9 ] [ 10 ] |
| 14 giugno 1999    | 12 giugno 2004   | Mauro Falcucci           | Lista civica                   | Sindaco | [ 9 ] [ 11 ] |
| 13 giugno 2004    | 7 giugno 2009    | Paolo Riccioni           | Lista civica                   | Sindaco | [ 9 ] [ 12 ] |
| 8 giugno 2009     | 25 maggio 2014   | Paolo Riccioni           | Rinnovamento Castellano        | Sindaco | [ 9 ] [ 13 ] |
| 26 maggio 2014    | 26 maggio 2019   | Mauro Falcucci           | Nuove prospettive              | Sindaco | [ 9 ] [ 14 ] |
| 27 maggio 2019    | 10 giugno 2024   | Mauro Falcucci           | Impegno civico (Centro-destra) | Sindaco | [ 9 ]        |
| 10 giugno 2024    | in carica        | Alfredo Riccioni         | Futuro per Castello            | Sindaco | [ 9 ]        |

## Sport
La stazione sciistica di Monte Prata (1850 m) è costituita da una seggiovia biposto "Valle dell'Angelo-Monte Prata", da uno skilift a fune alta "Monte Prata 2 bis" e da un tapis roulant  "Campo scuola". Lo ski-lift serve una pista rossa (media), la pista "Panoramica", servita anche dalla seggiovia. La seggiovia serve una pista nera (difficile), il "Canalone di Monte Prata e della Valle dell'Angelo". Mentre il tapis roulant serve una pista blu (facile).

## Galleria d'immagini

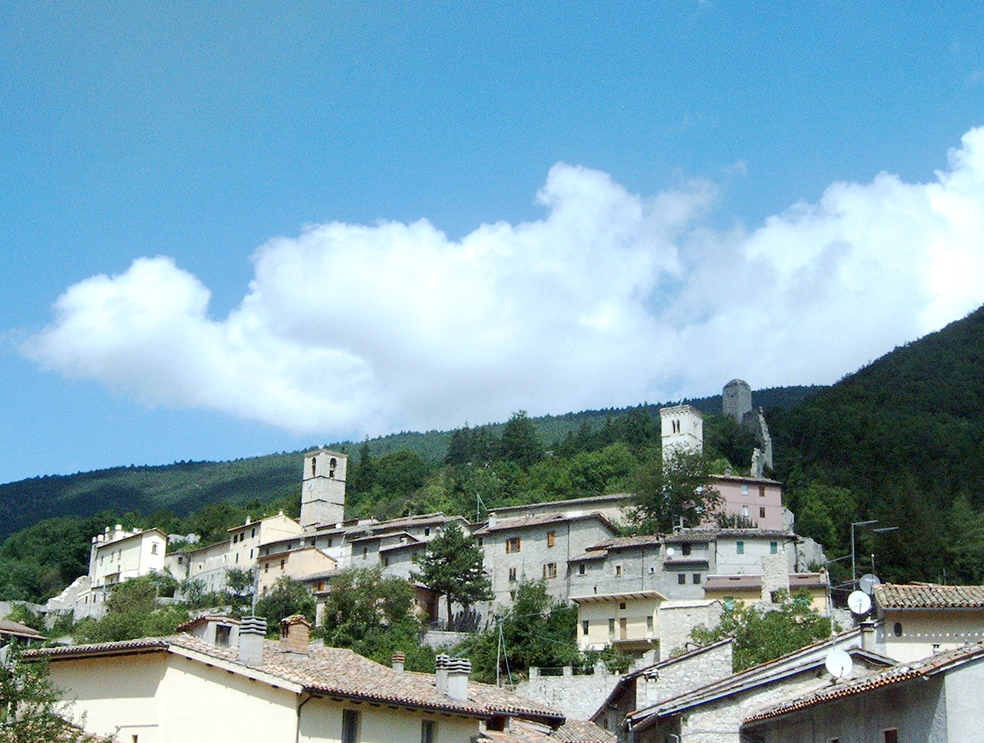
Panorama di Castelsantangelo alto.
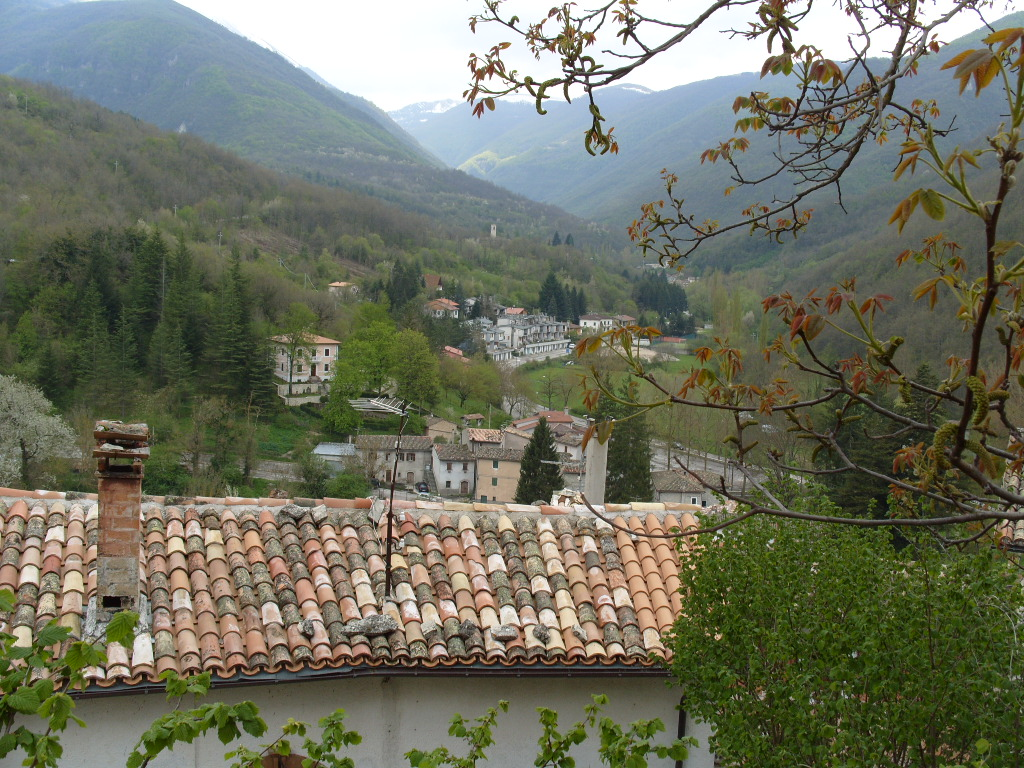
Vista parziale del paese.
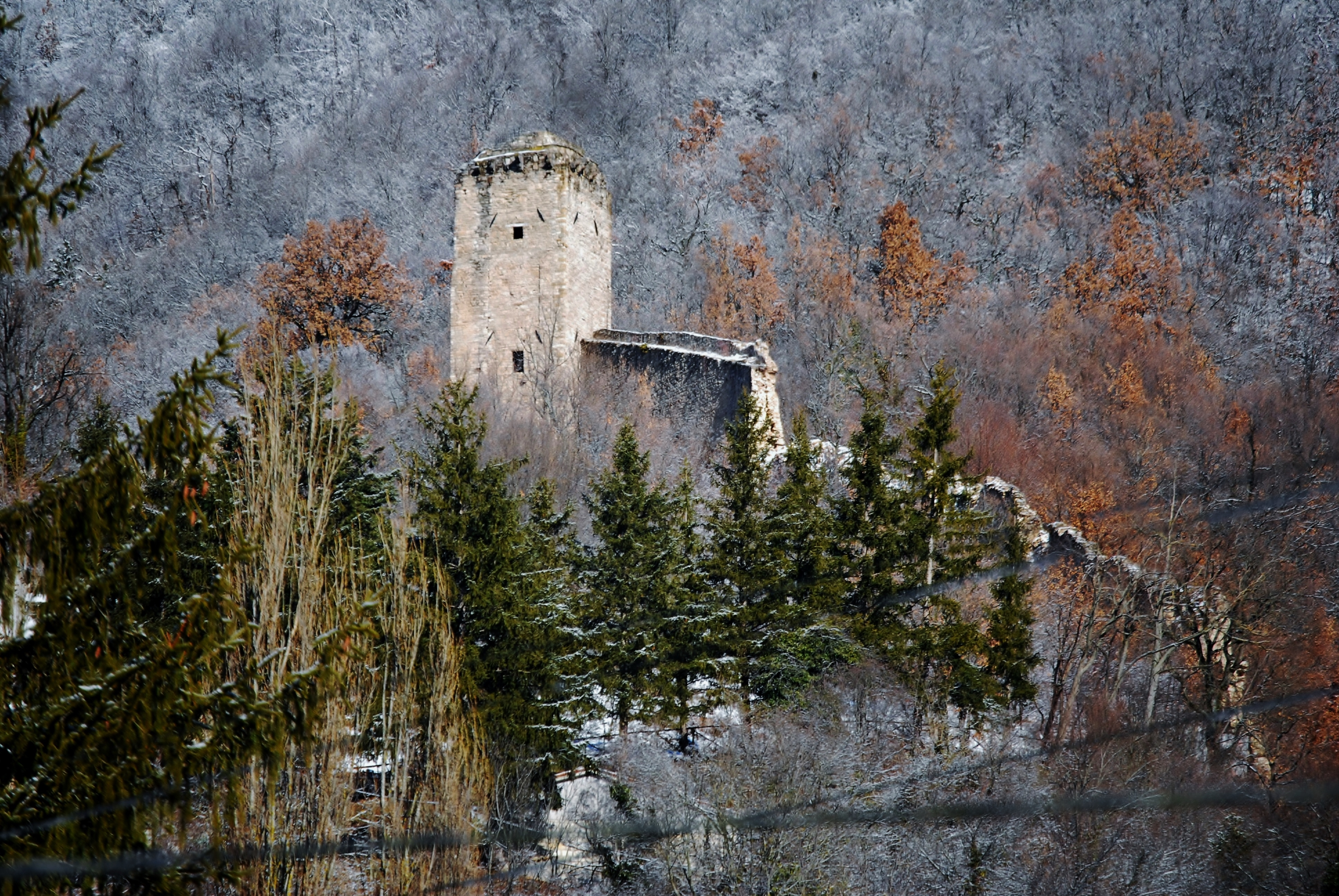
Torre di Vedetta
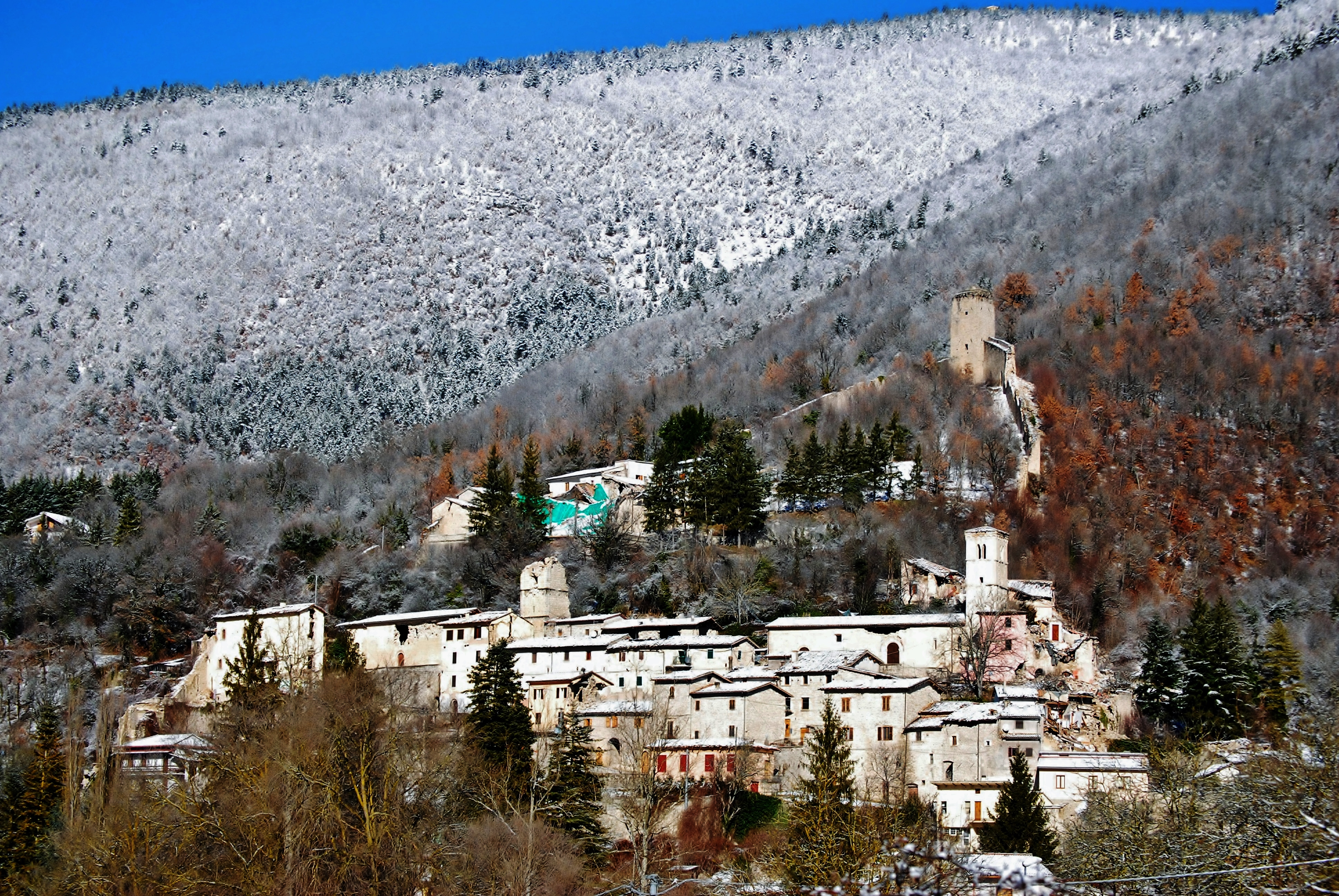
Veduta di Castelsantangelo sul Nera